# 馬三家からの手紙
馬三家からの手紙（マサンジャからのてがみ Letter from Masanjia）は、2018年公開のカナダのドキュメンタリー映画。ホット・ドックス・カナダ国際ドキュメンタリー祭で2018年4月27日に初公開。日本ではNHK BS1のBS世界のドキュメンタリー枠で2018年9月19日に放送後、グループ現代が映画配給権を購入し2020年3月21日から各地の映画館で上映が始まった。

## あらすじ
2012年、アメリカのオレゴン州で主婦のジェリー・キースが中国製のハロウィーン飾りセットを購入した。箱の中には助けを求める手紙が入っていた。手紙は中国遼寧省にある強制労働施設馬三家労働教養所で政治犯として囚われていた孫穀により書かれたもので、拷問や洗脳が細かに書かれていた。国際的な報道後、2012年に孫は釈放され、労働教養は表向きは廃止される。孫は2016年12月にインドネシア政府に対して難民申請を行うが、中国政府諜報機関がさし向けたと思われる刺客によって暗殺されてしまう。